# Veia
Veia is een geslacht van vlinders van de familie spinneruilen (Erebidae), uit de onderfamilie Calpinae.

## Soorten
- V. contracta Walker, 1865
- V. homopteroides Walker, 1864
- V. microsticta Turner
- V. pectinata Holloway, 1979
- V. umbrosa Hampson, 1926